# All Right (canción de Christopher Cross)
«All Right» es una canción escrita e interpretada por el cantante y compositor estadounidense Christopher Cross. Fue producido por Michael Omartian y lanzado por Warner Records en enero de 1983 como el primer sencillo del álbum Another Page.
En Canadá llegó al número 1 de la lista RPM Adult Contemporary. Alcanzó el Top 10 en España, Suiza y Noruega. En Estados Unidos debutó en el puesto 29 del Billboard Hot 100 alcanzando el puesto número 12 y en la Billboard Hot Adult Contemporary Tracks llegó al número 3. 
En los instrumentos participaron varios músicos de la banda de rock estadounidense Toto, como Steve Lukather, Jeff y Mike Porcaro y también el ex Doobie Brothers Michael McDonald en los coros. 

## Lista de canciones
Sencillo de 7"
1. "All Right" – 4:01
2. "Long World" – 3:32

## Posicionamiento en listas
| Chart (1983)                                             | Peak position |
| -------------------------------------------------------- | ------------- |
| Alemania (Offizielle Deutsche Charts)                    | 23            |
| Bélgica (Flandes) (Ultratop 50)                          | 15            |
| Canadá (RPM Adult Contemporary)                          | 1             |
| España (AFYVE)                                           | 4             |
| Estados Unidos (Billboard Hot Adult Contemporary Tracks) | 3             |
| Estados Unidos (Billboard Hot 100)                       | 12            |
| Noruega (VG-lista)                                       | 5             |
| Nueva Zelanda (Recorded Music NZ)                        | 44            |
| Países Bajos (Dutch Top 40)                              | 16            |
| Reino Unido ((The Official Charts Company))              | 51            |
| Suiza (Schweizer Hitparade)                              | 5             |

## Músicos
- Christopher Cross — Voz principal, guitarra
- Michael Omartian – teclados, sintetizadores, arreglos
- Mike Porcaro — bajo
- Steve Lukather - guitarra eléctrica, solo de guitarra
- Jeff Porcaro — batería
- Rob Meurer – teclados, programación de sintetizadores, sintetizadores, arreglos
- Michael McDonald — coros
- Paulinho Da Costa – percusión
- Lenny Castro – percusión